# Калісти
Калісти (пол. Kalisty, нім. Kallisten) — село в Польщі, у гміні Свьонтки Ольштинського повіту Вармінсько-Мазурського воєводства.
Населення — 153 особи (2011).
У 1975-1998 роках село належало до Ольштинського воєводства.

## Демографія
Демографічна структура станом на 31 березня 2011 року:
|          | Загалом | Допрацездатний вік | Працездатний вік | Постпрацездатний вік |
| -------- | ------- | ------------------ | ---------------- | -------------------- |
| Чоловіки | 77      | 13                 | 57               | 7                    |
| Жінки    | 76      | 15                 | 42               | 19                   |
| Разом    | 153     | 28                 | 99               | 26                   |